# کریستیان وولف (بازیگر)
کریستیان وولف (آلمانی: Christian Wolff؛ زادهٔ ۱۱ مارس ۱۹۳۸) هنرپیشه اهل آلمان است.
از فیلم‌ها یا برنامه‌های تلویزیونی که وی در آن نقش داشته‌است می‌توان به دادگاه نظامی اشاره کرد.